# När jag blundar
När jag blundar – utwór fińskiej piosenkarki Pernilli Karlsson napisany przez jej brata Jonasa oraz wydany jako singiel w lutym 2012 roku.
Pod koniec lutego 2012 roku utwór wygrał finał krajowych eliminacji eurowizyjnych Uuden Musiikin Kilpailu 2012, w których zdobył 53.4% głosów w drugiej części głosowania telewidzów, dzięki czemu został propozycją reprezentującą Finlandię w 56. Konkursie Piosenki Eurowizji organizowanym w Baku. 22 maja został zagrany przez piosenkarkę w pierwszym półfinale widowiska i zajął w nim ostatecznie dwunaste miejsce z 41 punktami na koncie (w tym m.in. z maksymalną notą 12 punktów od Węgrzech), przez co nie awansował do finału.

## Lista utworów
CD single
1. „När jag blundar” – 3:13